# Duzmo
Duzmo ist eine englische Motorrad-Marke. Motorräder dieser Marke wurden zwischen 1919 und 1923 hergestellt und waren reine Sportmaschinen, die mit 500-cm³-Einzylinder-Viertaktmotoren mit nach vorn geneigtem Zylinder und im Zylinderkopf hängenden Ventilen ausgerüstet waren.